# SG Neukölln Berlin

Logo der SG Neukölln Berlin

Die Schwimm-Gemeinschaft Neukölln e. V. Berlin ist einer der größten und erfolgreichsten deutschen Vereine im Schwimmsport mit Sitz in Berlin. Die SG Neukölln ist der größte Schwimmverein in Berlin. Sie blickt auf eine 125-jährige Tradition zurück und bildet mit etwa 5.200 Mitgliedern (Stand: Dezember 2023) bis heute einen Anziehungspunkt im Berliner Bezirk Neukölln. Das Vereinsgelände, das Sportbad Britz, befindet sich im Kleiberweg.
In den Abteilungen Schwimmen und Wasserball sind ca. 600 Kinder und Jugendliche organisiert. Mit einem Herrenteam in der 1. Bundesliga Schwimmen gehört der Verein zu den wichtigsten Mannschaften im deutschen Schwimmsport. Die Herren wurden 2001 und 2004 Deutscher Mannschaftsmeister im Schwimmen, die Damen 2001, 2002, 2003, 2022 und 2023.
Cheftrainer ist Frank Fleischer (ab 1. Februar 2024). Das Vereinstraining wird im Sommer überwiegend im Sportbad Britz (Freibad) abgehalten. Im Winter nutzt die SG Neukölln für das Training und die sogenannte Vereinsöffentlichkeit mehrere Schwimmhallen, u. a. das Kombibad Gropiusstadt, das Stadtbad Neukölln und die Schwimm- und Sprunghalle im Europasportpark. Schwimmsportler im Leistungssport trainieren am Schul- und Leistungssportzentrum Berlin und am Olympiastützpunkt Berlin. Das Schul- und Leistungssportzentrum nutzt beide zuletzt genannten Standorte.

## Geschichte
Die Geschichte der Schwimm-Gemeinschaft Neukölln e. V. Berlin beginnt im Jahre 1898, nämlich mit der Gründung der „Schwimm-Union Rixdorf“ am 10. Juni 1898. Neben dem später in „Schwimm-Union Neukölln 1898 e. V.“ umbenannten Club gehören zwei weitere Neuköllner Schwimmvereine – die „Freien Schwimmer Neukölln e. V.“ (gegründet am 12. Juni 1904) und der „Schwimm-Club Neukölln e. V.“ (gegründet am 1. August 1949) – fest zur Geschichte der SG Neukölln. Mit Beginn der Machtübernahme der Nationalsozialisten wurde 1933 die FSN von den Nationalsozialisten – wie sämtliche Arbeitersportvereine – aufgrund ihrer sozialdemokratischen Einstellung verboten. 1945 verboten die alliierten Siegermächte dann die SUN wie alle anderen Sportvereine und Verbände auch, da sie Mitglieder des nationalsozialistischen Dachsportverbandes NSRL waren.
Die meisten Neuköllner Schwimmsportler, die den Weltkrieg überlebt hatten, trainierten zunächst in einer losen Vereinigung zusammen, der sogenannten „Schwimmgruppe Neukölln“. Nach dem Krieg mussten erst die Möglichkeiten und Infrastruktur für den Schwimmsport geschaffen werden, welches ein mühsames Unterfangen war. Mit zunehmender Stabilisierung wurden ab dem Jahr 1949 Neugründungen durch die Amerikaner zugelassen. Viele Mitglieder der von 1933 bis 1945 durch die Nazis verbotenen Vereine Fichte, SSC und FSN sowie ehemalige Mitglieder der ab 1945 verbotenen SUN gehörten zu den ersten Mitgliedern des Schwimm-Club-Neukölln. Erst 1950 wurde die Schwimm-Union wieder zugelassen. Die „Freien Schwimmer“ gründeten sich unter dem bis 1933 gültigen alten Namen neu und führten die Tradition der während der Nazizeit verbotenen Arbeitervereine ab 1950 fort.
Viele Berliner Wassersportvereine hatten ihr Domizil an den Ufern der Kanäle der Stadt. Als das Bundesgesundheitsamt im Jahre 1956 entschied, jeglichen Badebetrieb in den Berliner Kanälen aus seuchenhygienischen Gründen zu untersagen, standen mehr als ein Viertel aller Berliner Schwimmvereinsmitglieder ohne sportliches Domizil da. Zusammen mit dem Betriebsverein der Rudower Eternit-Werke konnten sie am 13. Juni 1959 die Eröffnung des Sportbades Britz feiern. Die Vereine, als Pächter des Geländes, hatten wieder ein schönes „Heim“ mit einem Sportbecken (50 × 16⅔ m) und einem Lehrschwimmbecken (14 × 8 m). Das Vereinsleben konnte in dem auf demselben Gelände errichteten hölzernen Vereinsheim wieder wachsen. Im Jahr 1969 begann unter der Bezeichnung „Startgemeinschaft Neukölln Wasserratten 1969“ eine Zusammenarbeit der Vereine „Freie Schwimmer“, „Schwimm-Club“ und „Schwimm-Union“ sowie der „Berliner Wasserratten“. Alle Vereine waren innerhalb der Startgemeinschaft gleichberechtigt. Sämtliche Aktivitäten, sowohl im sportlichen als auch im außersportlichen Bereich, wurden gemeinsam durchgeführt. Da die Wettkampfbestimmungen des Deutschen Schwimm-Verbandes in der Sparte Wasserball keine Startgemeinschaften kennen, mussten die Mannschaften unter einem Vereinsnamen starten. Trotzdem hat es auch hier eine Kräftekonzentration gegeben. So spielten die Frauenmannschaften ausschließlich für die SUN, während die Männermannschaften für den SCN und die Jugendmannschaften für den FSN spielten. 1986 schieden die Berliner Wasserratten aus der SG aus. Die Startgemeinschaft war der sportliche Vorläufer zur Fusion der drei Vereine 1997. Am 7. Oktober 1972 wurden das Vereinsheim, die Umkleiden und alle Unterkünfte ein Raub der Flammen. Mit dem Brand wurden auch fast alle Dokumente, Fotos und Urkunden vernichtet. Ein aus drei geschmolzenen Pokalen zusammengefügter „neuer“ Pokal erinnert im Casino bis heute daran. Nach einigen Provisorien mit Baracken konnte am 9. Oktober 1976 die Grundsteinlegung für das jetzige Vereinsheim und Verwaltungsgebäude gefeiert werden, das am 11. Juni 1977 eingeweiht wurde.
Nachdem am Anfang der 1990er Jahre die durchschnittliche Lebensdauer eines Freibades weit überschritten war, zeichnete sich nach 35 Jahren Betrieb das Ende des Bades ab. Die in immer kürzeren Zeiträumen erforderlichen Reparaturen waren nicht mehr zu finanzieren. So wurden 1994 die Schwimmbecken stillgelegt.

## Trainingszentrum
1996 konnte das neue Sportbad Britz eröffnet werden. Das neue Bad beinhaltet ein Sportbecken (50 × 25 m, 2 m tief), ein Lehrschwimmbecken (20 × 12 m; 0,60–1,40 m tief) und ein Babybecken (7 m Durchmesser). Es wurde ein neues Maschinenhaus für die technischen Anlagen gebaut sowie umgebaute und modernisierte Sanitäranlagen geschaffen. Nutzer der Anlagen sind vor allem die Vereinsmitglieder. Dazu wird die Anlage genutzt für Schulschwimmunterricht, von Kindertagesstätten, für Dienstschwimmen (z. B. Polizei und Feuerwehr), Betriebssportgruppen und Gesundheitssport.
Seit Juli 2024 ist das Freibad wochentags vormittags eingeschränkt auch für die Öffentlichkeit nutzbar.

## Verein
Durch den Vereinszusammenschluss 1997 zwischen der „Schwimm-Union Neukölln 1898 e. V.“, der „Freie Schwimmer Neukölln e. V.“ (gegründet 1904) und dem „Schwimm Club Neukölln“ (gegründet 1949) zur „Schwimm-Gemeinschaft Neukölln e. V. Berlin“ entstand kein neuer Verein im eigentlichen Sinne. Es wurde lediglich unter einem Dach zusammengefasst, was schon über Jahrzehnte Bestand hatte.
Mit zurzeit rund 5.200 Mitgliedern ist die SG Neukölln der größte Schwimmverein der Stadt.

## Erfolge

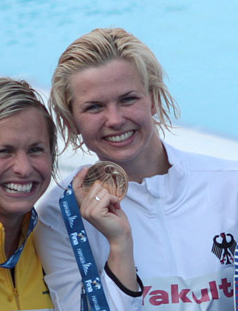
Britta Steffen

### Schwimmen
- Deutscher Mannschaftsmeister Damen: 2001, 2002, 2003, 2022, 2023
- Deutscher Mannschaftsmeister Herren: 2001, 2004

### Wasserball
- Deutscher Meister Damen: 1986, 1988, 1989, 1990, 1995, 1998
- Bundesliga Platzierung Herren: 2009 (4. Platz)

### Persönlichkeiten
Bis zum Jahr 2021 starteten 14 Sportler und Sportlerinnen der SG Neukölln bei Olympischen Spielen und gewannen dabei 2 × Gold und 4 × Bronze: Ilse Meudtner (1928), Cathleen Rund (1996, 2000), Torsten Spanneberg (2000, 2004), Franziska van Almsick (2004, 2008), Dorothea Brandt (2004), Rafed El-Masri (2004, 2008), Britta Steffen (2004, 2008, 2012), Benjamin Starke (2008, 2012), Tim Wallburger (2012), Robin Backhaus (2012), Lisa Graf (2016), Leonie Kullmann (2016, 2021), Ole Braunschweig (2021) und Malte Braunschweig (2021).